# Franciella
Franciella là một chi rêu trong họ Spiridentaceae.